# Nuculidae
Famille
Nuculidae est une famille de mollusques bivalves.

## Liste des genres
Selon NCBI (12 mars 2012) :
- genre Acila
- genre Brevinucula
- genre Deminucula
- genre Ennucula
- genre Nucula
- genre Nuculoma

Selon ITIS (12 mars 2012) :
- genre Acila H. Adams & A. Adams, 1858
- genre Adrana Adams & Adams, 1858
- genre Brevinucula Thiele, 1934
- genre Ennucula Iredale, 1931
- genre Nucula Lamarck, 1799
- genre Nuculoma Cossmann, 1907

Selon Catalogue of Life (12 mars 2012) :
- genre Acila
- genre Adrana
- genre Austronucula
- genre Brevinucula
- genre Ennucula
- genre Lamellinucula
- genre Leionucula
- genre Linucula
- genre Nucula
- genre Nuculoma
- genre Pronucula
- genre Varinucula

Selon Paleobiology Database (12 mars 2012) :
- genre Acila
- genre Austronucula
- genre Brevinucula
- genre Condylonucula
- genre Deshayesii
- genre Economolopsis
- genre Lacia
- genre Microgloma
- genre Nuculanella
- genre Nuculavus
- Nuculinae
- genre Nuculoidea
- genre Nuculoma
- Nuculominae
- genre Nuculopsis
- genre Palaeonucula
- Palaeonuculinae
- genre Pectinucula
- genre Pronucula
- genre Rumptunucula
- genre Similiconcha
- genre Trigonucula